# Бербак (национальный парк)
Бербак (индон. Taman Nasional Berbak) — национальный парк на востоке индонезийского острова Суматра, в провинции Джамби. Формирует часть крупнейшего нетронутого массива заболоченных лесов Юго-Восточной Азии, а также торфяные болота с самым большим количеством видов пальм. Площадь поверхности — 1627 км².
Бебак занимает часть аллювиальной равнины восточной Суматры. Рельеф парка — преимущественно равнинный, расчленён рядом извилистых рек, которые текут в северо-восточном направлении. Территория включает около 600 км² пресноводных заболоченных лесов и 1100 км² нетронутых торфяных болот. Восточной границей парка служит побережье, окаймлённое узкой полоской мангровых лесов. Южная граница проходит по реке Бену.
Бербак является домом для находящихся под угрозой исчезновения суматранского тигра и чепрачного тапира. В некоторых районах парка всё ещё могут обитать небольшие популяции суматранского носорога, несмотря на то, что они не были замечены здесь в последние годы. Парк служит домом для более чем 250 видов птиц.
Территория является охраняемой ещё с 1935 года (согласно законам нидерландского колониального правительства). В 1992 году она получила статус национального парка, а также была признана водно-болотными угодьями международного значения в рамках Рамсарской конвенции. Парк сильно пострадал в 1990-е годы, главным образом от нелегальных вырубок и пожаров. Наиболее крупные пожары были в 1994 и 1997 годах, они уничтожили около 12 000 га в центральной части парка вдоль реки Аир-Хитам-Лаут и около 4000 га вдоль реки Симпанг-Мелака. По оценкам, около 25 % площади парка пострадали от нелегальных вырубок и связанных с ними лесных пожаров. Другими проблемами парка являются нелегальная охота и отлов диких животных.